# وسام العراق
وسام العراق (بالإنجليزية: Iraq Medal) أو ميدالية العراق تم اعتمادها في 23 فبراير 2004، وهي ميدالية حملة تم منحها لأعضاء القوات المسلحة البريطانية، الذين خدموا بين 20 يناير 2003 و 22 مايو 2011 في العمليات البريطانية خلال غزو العراق 2003.

## المظهر
لها التصميم التالي:
- هي مصنوعة من النحاس والنيكل وقطرها 36 مليمتر (1.4 بوصة)
- على الوجه تمثال الملكة إليزابيث الثانية المتوج باتجاه اليمين ، مع نقش ELIZABETH II DEI GRATIA REGINA FID DEF
- يظهر على العكس صورة الثور المجنح (تمثال آشوري قديم) فوق كلمة العراق.
- 32 ملم (1.25 بوصة) شريط عريض بلون رملي مع ثلاثة خطوط مركزية ضيقة من الأسود والأبيض والأحمر تمثل العلم العراقي.

## الإستحقاق
تم منح الميدالية لأولئك الذين استوفوا فترة الخدمة المؤهلة داخل منطقة التشغيل المحددة. كانت الأهلية واسعة النطاق، وشملت كلاً من أفراد القوات النظامية والاحتياطية، والكومنولث والقوات التابعة، ومدنيي وزارة الدفاع، وأعضاء الأسطول الملكي المساعدين والصحفيين الملحقين. تم تحديد منطقة العمليات على أنها مقسمة إلى منطقتين - المنطقة 1 (العراق والكويت) والمنطقة 2 (في أماكن أخرى داخل منطقة الخليج )، حيث تختلف فترات الخدمة المؤهلة اعتمادًا على المنطقة التي تمركز فيها.

## روابط خارجية
- وزارة الدفاع: مع مرتبة الشرف والجوائز في القوات المسلحة. الجزء 1: التوجيه
- الارشاد: الميداليات: الحملات ، الأوصاف والأهلية ، ميدالية العراق
- ميدالية الحملة لعملية تيليك